# Casa Puig (Berga)
La Casa Puig és una obra noucentista de Berga inclosa a l'Inventari del Patrimoni Arquitectònic de Catalunya.

## Descripció
Habitatage unifamiliar aïllat, tipus xalet, estructurat en planta baixa i pis i cobert a dues aigües amb teula romana. La zona està tancada amb una barana de pedra del país.

## Història
Al 1981 s'enderrocà la casa Puig per a construir-hi un bloc d'habitatges de luxe.